# Zé Rodrix
Zé Rodrix, nome artístico de José Rodrigues Trindade (Rio de Janeiro, 25 de novembro de 1947 — São Paulo, 22 de maio de 2009), foi um compositor, multi-instrumentista, cantor, publicitário e escritor brasileiro.

## Biografia
Ainda sob o nome Zé Rodrigues, iniciou sua carreira musical no ensino médio, integrando, com colegas do Colégio de Aplicação da UFRJ David Tygel, Maurício Maestro (sob o nome Maurício Mendonça) e Ricardo Villas (sob o nome Ricardo Sá), o grupo vocal Momento Quatro. Com esta formação, o grupo acompanhou Marília Medalha e Edu Lobo na apresentação de "Ponteio", vencedor do Festival da Record em 1967, além de ter gravado um compacto duplo e um LP pela gravadora Phillips. Estudou no Conservatório Brasileiro de Música, desenvolvendo a característica da multi-instrumentalidade: tocava piano, violão, sanfona, flauta, bateria, saxofone e trompete.
Na década de 1970, participou da banda Som Imaginário, banda criada para acompanhar Milton Nascimento.
Desligando-se da banda em 1971, venceu o Festival da Canção de Juiz de Fora, junto a Tavito, com a canção "Casa no campo", uma de suas composições mais famosas, que se tornaria um grande sucesso na voz de Elis Regina, e cujo trecho da letra ("compor rocks rurais") batizou o estilo de música conhecido como rock rural, com influências regionalistas, tropicalistas, folk, country e rock, tocada pelo trio do qual faria parte logo em seguida, com Luiz Carlos Sá e Guttemberg Guarabyra (Sá, Rodrix e Guarabyra).
Nessa época, compôs músicas como "Mestre Jonas" (em parceria com Sá e Guarabyra), "Ama teu vizinho" (com Luiz Carlos Sá), "Blue Riviera" (com Sá e Guarabyra), "O pó da estrada" (com Sá e Guarabyra), "Os anos 1960", "Pendurado no vapor" (com Sá e Guarabyra), "Primeira canção da Estrada" (com Luiz Carlos Sá), dentre várias outras", além de um famoso jingle criado pelo trio, por encomenda da J. W. Thompson, para a Pepsi, notabilizado pelo verso: "só tem amor quem tem amor pra dar".
Zé Rodrix saiu do trio em 1973, para seguir em carreira solo e participações especiais em gravações de artistas diversos, como o disco de estreia do Secos & Molhados, no qual toca piano, ocarina e sintetizador na última faixa, chamada "Fala". Rodrix dedilhava seu teclado moog após a orquestra e os outros instrumentos cessarem, técnica que só pode ser ouvida nos CDs relançados do grupo já na década de 1990, pois no vinil original esta música continha 15 segundos a menos.
Lançou em 1976 seu primeiro LP bem-sucedido comercialmente, Soy Latino Americano, criado após sugestão de Roberto Livi, que teria lhe dito que começasse a cantar mais para o "povão".
Passou a se dedicar mais na área de publicidade que musical na década de 1980, mas em 1983, o músico passou a integrar o grupo Joelho de Porco, com o qual gravou o LP e participou do Festival dos Festivais em 1985, ganhando o prêmio de melhor letra pela música "A Última Voz do Brasil".
Entre 1989 e 1996 assinou a direção musical dos espetáculos "Não fuja da Raia" e "Nas Raias da loucura", de Sílvio de Abreu, e do programa "Não fuja da Raia" (Rede Globo), estrelado por Cláudia Raia.
Em 1993 foi contemplado com o prêmio Kikito, no Festival de Cinema de Brasília, pela trilha sonora do curta-metragem "Batiman e Robim".

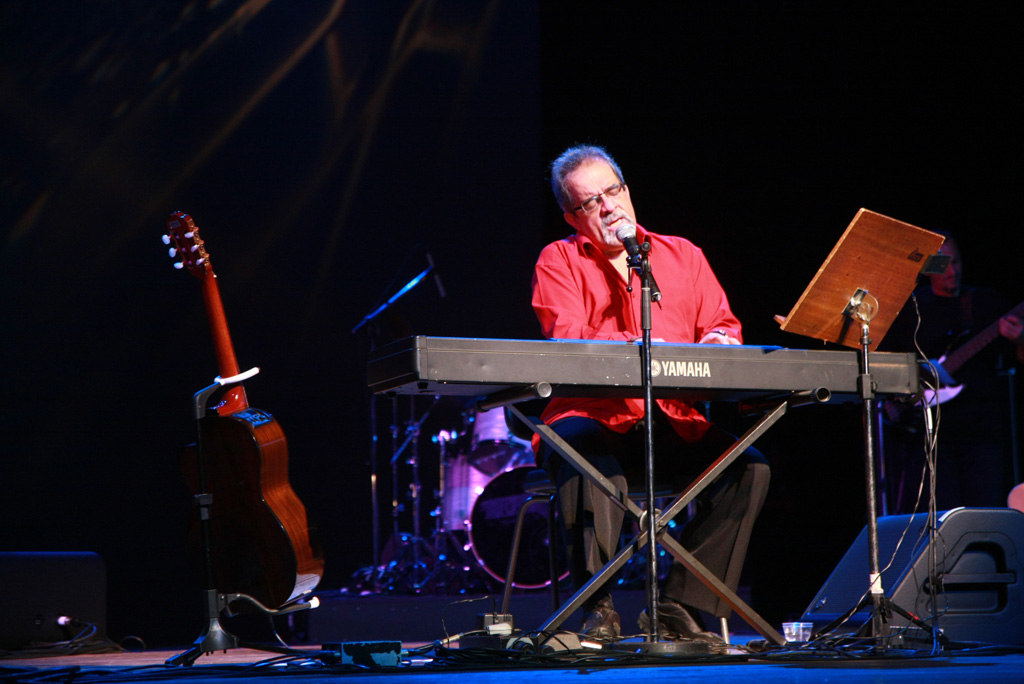
Zé Rodrix se apresenta em São Paulo, na Virada Cultural de 2008.

Em 2001 reuniu-se novamente a Sá e Guarabyra, tendo seu show de estreia ocorrido no Rock in Rio III. Logo após o lançamento de Outra Vez Na Estrada, com o trio, em 2001, Zé Rodrix conheceu o Clube Caiubi de Compositores, em São Paulo, e passou a desenvolver parcerias com novos autores da música brasileira, entre eles Sonekka e Reynaldo Bessa.
Em dezembro de 2008, Zé Rodrix lança um single ao lado de Sá e Guarabyra, chamado Amanhece um outro dia. A canção foi tema de abertura da novela Revelação, exibida pelo SBT. Para promover a novela, o trio chegou a se apresentar ao vivo no programa Hebe.
Zé Rodrix morreu às 00:45 do dia 22 de maio de 2009, após sentir-se mal e ser levado ao Hospital das Clínicas, em São Paulo, cidade onde residia.

## ATrilogia do Templo
No início da década de 2000 revelou que era maçom, chegando a lançar a trilogia   denominada Trilogia do Templo, sobre a maçonaria. A trilogia é composta dos títulos: Johaben: Diário de um Construtor do Templo, Zorobabel: reconstruindo o templo e Esquin de Floyrac: O fim do Templo. Sobre a trilogia, o escritor Luis Eduardo Matta afirmou no prefácio do terceiro volume: "Nunca, em toda a trajetória literária brasileira, um escritor se aventurou com tamanha obstinação por uma saga épica monumental como é o caso desta trilogia, que se debruça sobre os primórdios da maçonaria, uma das fraternidades iniciáticas mais antigas do mundo, mesclando erudição e fluência, onde realidade e ficção se confundem num incrível mosaico narrativo". Ainda de acordo com Matta, a Trilogia do Templo foi uma das mais fantásticas obras literárias produzidas no Brasil na primeira década do século XXI.

## Discografia

### Com Momento4uatro
- 1968: Momento4uatro (Philips)

### Com Som Imaginário
- 1970: Som Imaginário (Odeon)

### Com Sá, Rodrix e Guarabyra
- 1972: Passado, Presente & Futuro (Odeon)
- 1973: Terra (Odeon)
- 2001: Outra Vez na Estrada - Ao Vivo - com Sá, Rodrix & Guarabyra (Som Livre)
- 2009: Amanhã - com Sá, Rodrix & Guarabyra (Roupa Nova Music)

### Solo
- 1973: I Acto (Odeon)
- 1974: Quem Sabe Sabe Quem Não Sabe Não Precisa Saber (Odeon)
- 1976: Soy Latino Americano (EMI-Odeon)
- 1975: Motel - Trilha Sonora Original do Filme (Continental)
- 1976: O Esquadrão da Morte - Trilha Sonora do Filme (RCA Victor)
- 1977: Quando Será? (EMI-Odeon)
- 1978: Hora Extra (EMI-Odeon)
- 1979: Sempre Livre (RCA Victor)

### Com Joelho de Porco
- 1983: Saqueando a Cidade (Lira Paulistana/Continental)
- 1988: 18 Anos Sem Sucesso (Eldorado)

### Colaborações com outros artistas
- 1970: Milton
- 1973: Secos & Molhados

### Compactos
- 1979 Faça de mim um objeto (RCA)
- 1981 Seu Abelardo/Rock do Planalto (Continental)

## Cinematografia
Cinematografia possivelmente incompleta
- 1972 - Salve-se Quem Puder - Rally da Juventude (trilha sonora)
- 1977 - As Granfinas e o Camelô (trilha sonora)
- 1979 - A Noiva da Cidade - Prefeito[7]
- 1983 - Plunct, Plact, Zuuum! - Habitante da Ilha
- 1984 - Oh! Rebuceteio (trilha sonora)